# Vashi
Vashi est un quartier célèbre dans la ville de Navi Mumbai en Inde. De par son bon raccordement à la ville de Mumbai, Vashi est aujourd'hui devenu le centre commercial de Navi Mumbai.
Le quartier, comme le reste du Navi Mumbai, est divisé en secteurs qui sont sous-divisés en plots. En conséquence, le système d'adresses est bien organisé et plus facile à naviguer qu'à Mumbai.